# Ivar A. Mjør
Ivar A. Mjør (Norderhov, 18 september 1933 – Asker, 6 januari 2017) was een Noorse tandheelkundige.
Hij was professor in de tandheelkunde aan de Universiteit van Oslo, directeur van het Noorse instituut voor tandheelkundig materiaalonderzoek, president van de International Association for Dental Research, en professor aan de University of Florida College of Dentistry. Tijdens zijn leven heeft hij meer dan 300 wetenschappelijke artikelen gepubliceerd.